# Basilica concattedrale di Santa Maria della Pace
Santa Maria della Pace è una basilica concattedrale ubicata in Largo Duomo a Campagna. Nel marzo del 1925 papa Pio XI la elevò alla dignità di basilica minore. È monumento nazionale italiano.

## Il complesso
L'edificio è strutturato su due livelli:
- È posta sul livello superiore l'attuale basilica concattedrale di Santa Maria della Pace.
- Sono poste nel livello inferiore la cappella della Beata vergine del Carmelo e il Soccorpo; entrambe le chiese sono accessibili da un corridoio comunicante, attraverso il Ponte dei preti sul fiume Tenza, in via Molinari.

### Basilica Concattedrale

#### Storia

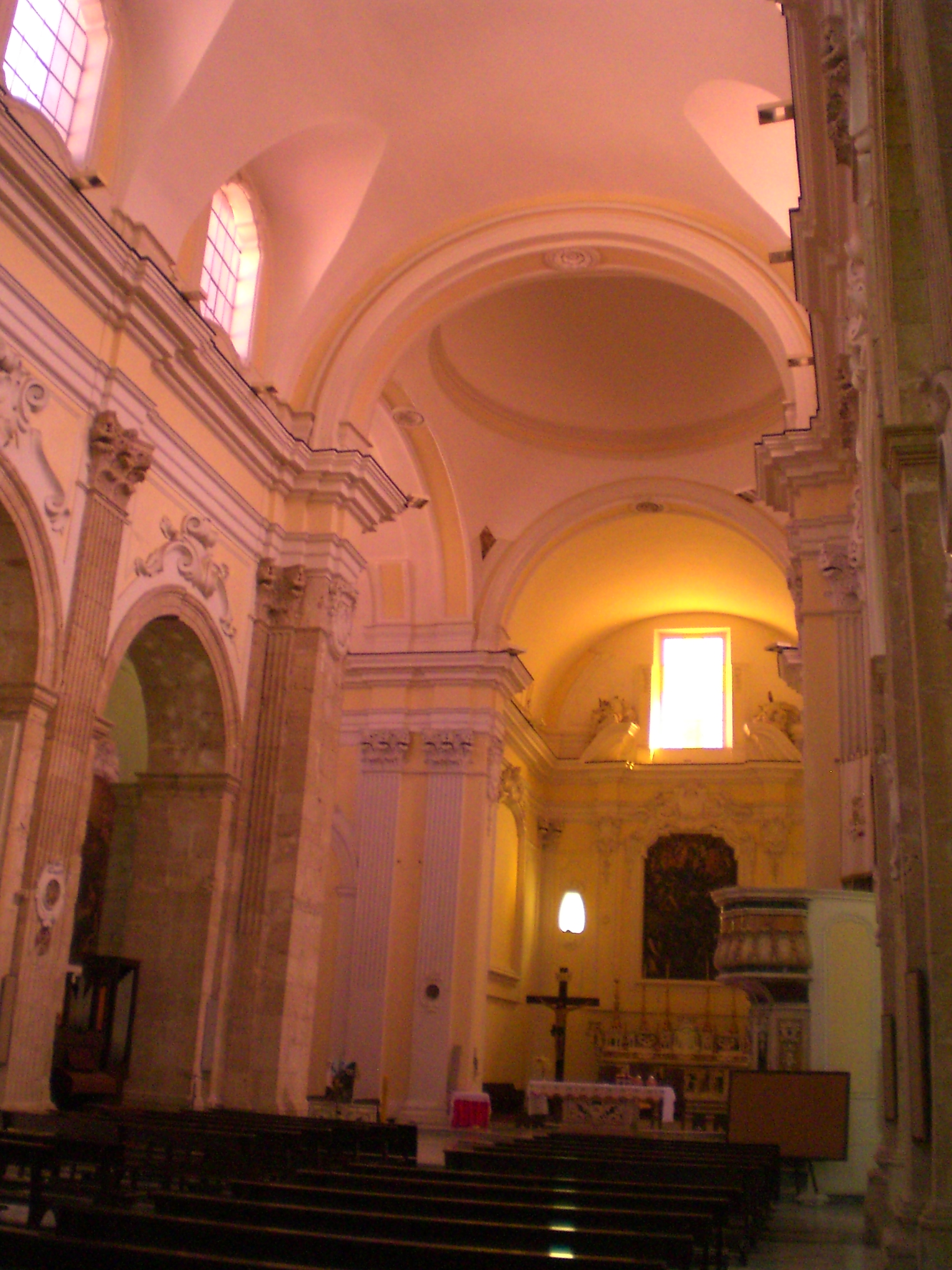
Interno della basilica.

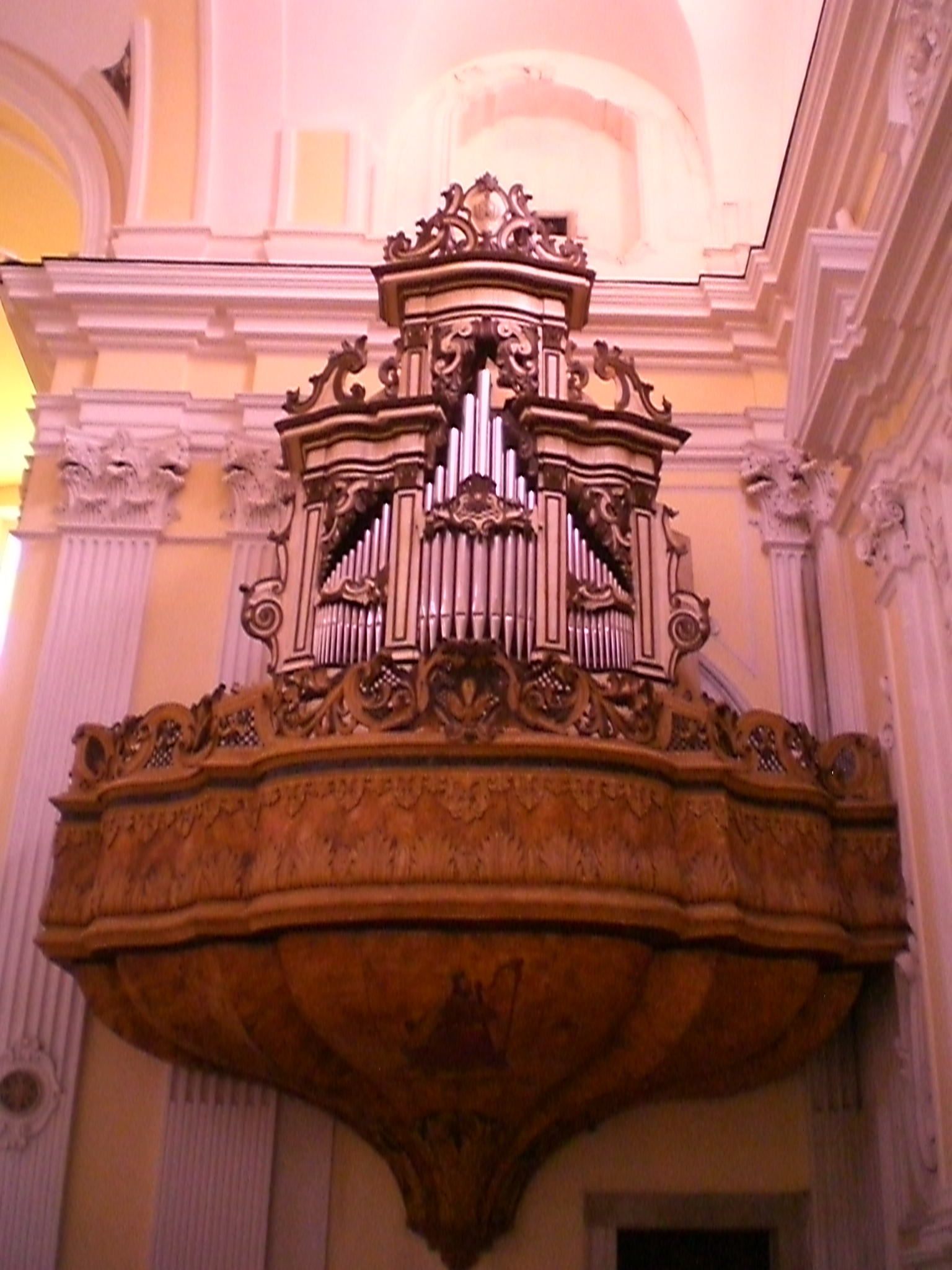
Interno della basilica: Organo a canne realizzato nel 1759

Iniziata a costruire nel 1634, venne consacrata nel 1683 e, seconda alcuni, terminata nel 1750, ma in effetti ha subito sempre delle modifiche con apporti artistici ed architettonici. Per la sua realizzazione furono impiegati i materiali di antichi edifici recuperati nel territorio comunale. Nel 1750 vennero completati gli stucchi interni delle volte e nel 1890 l'interno venne decorato in stile barocco dal decoratore bolognese Rinaldo Casanova. Nel 1968 il vescovo Jolando Nuzzi, motivato dalle disposizioni del Concilio Vaticano II, rimosse tutti gli abbellimenti del 1890 e il coro ligneo settecentesco, quattro altari laterali in marmo policromo, il trono vescovile in marmo, la balaustra marmorea del presbiterio e fece modificare l'altare maggiore.
Dal 1986 è concattedrale dell'arcidiocesi di Salerno-Campagna-Acerno.

#### Struttura
L'impianto della cattedrale è a tre navate a croce latina. All'esterno la facciata, di stile tardo rinascimentale è suddivisa in due livelli culminanti con un timpano, con tre ingressi, tre nicchie, due lapidi ed una scalinata; il campanile, con i suoi sette piani, fu gravemente danneggiato dal terremoto dell'8 settembre 1694 e ricostruito nella parte più alta terminante con una guglia a bulbo di gusto barocco. Per il terremoto dell'Irpinia del 1980, ha subito il crollo dell'abside e della facciata ma sono state ripristinate.

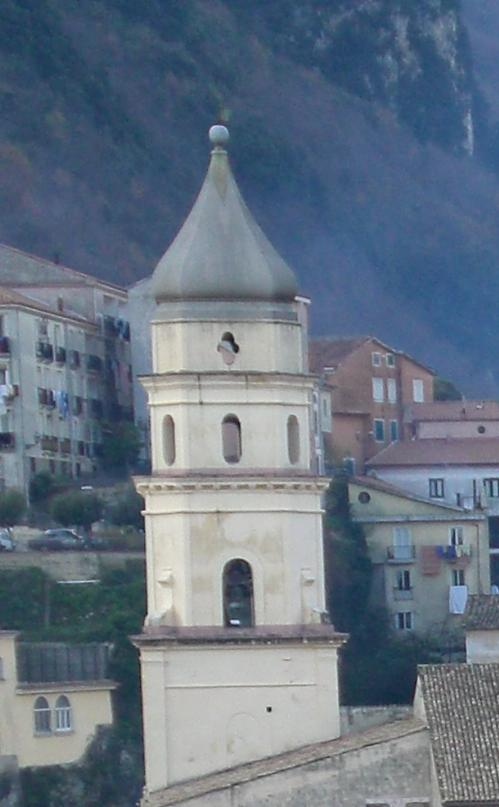
Il campanile

Gli interni attualmente si presentano semplici; nel presbiterio sono situati l'altare maggiore, realizzato da S. Chirola nel 1772, il crocifisso ligneo (4x3m) del 1768, realizzato a Roma e anch'esso di recente restaurato, l'ambone e la sede del vescovo. Negli altri ambienti vi sono il pulpito in marmi policromi del XVIII secolo e l'organo a canne del 1759.
Le altre opere interne sono:.
- Santa Maria della Pace statua in pietra del XV secolo ed altare in pietra dell'antica chiesa di Santa maria della Giudeca;
- Santa Maria della Pace statua in legno del XVI secolo;
- Madonna della Pace, tela del XVIII secolo realizzata da Paolo De Matteis;
- Natività della Vergine, tela del 1783 realizzata da Vincenzo Gagliardi, pittore di Pietrafesa;
- Martirio di San Pietro e San Paolo, tela realizzato nel 1784 da Emanuele Pasabi;
- La cena di Emmaus, tela di N. V. Ciano risalente alla seconda metà del Settecento;
- Santa Maria Domenica, tela realizzata da Paolo De Matteis;
- La Presentazione al Tempio, tela;
- Sant'Antonino con San Catello, tela
- San Carlo Borromeo, tela;
- Sant'Apollinare, tela;
- San Francesco da Paola, tela;
- Incoronazione della Madonna d'Avigliano, affresco del 1881 realizzato da Vincenzo Galloppi;
- Diluvio Universale, affresco del 1881 realizzato da Vincenzo Galloppi;

### Cappella della Beata Vergine del Carmelo e del Monte dei Morti

#### Storia e descrizione
Antica chiesa di Santa Maria della Giudeca, di probabile origine normanna ma documentata nel 1112, posta nel livello inferiore della Basilica. Nel 1514 fu elevata a collegiata ad opera di papa Clemente VII, completamente trasformata, mutò il nome in Santa Maria della Pace. Con la rinascita della diocesi di Campagna nel 1525, fu dichiarata cattedrale.
Successivamente, nel 1564 a seguito della costruzione di una nuova cattedrale proprio di fianco alla vecchia, quest'ultima venne ulteriormente mutata in cappella della Beata Vergine del Carmelo e del Monte dei Morti e nei suoi sotterranei, ricavato un cimitero a cunicoli.
L'attuale chiesa, a navata unica, è affrescata con motivi riguardanti l'aldilà. Al suo interno sono custodite numerose opere d'arte come la Madonna del XVIII secolo, San Bernardino da Siena del XVI secolo, San Rocco del XVII secolo, l'altare in marmo bruno proveniente dal convento di San Martino (XVIII secolo) e i sedili in legno a schiera addossati alle pareti. Sull'ingresso è posto un piccolo organo a canne del XVIII. Nella sacrestia si conservano numerosi arredi, un armadio del XVI secolo, numerosi manoscritti e un lavabo del 1771. Da una scala a chiocciola si accede ad una sezione museo di paramenti, arredi e dipinti sacri. A destra dell'altare una scala conduce nell'antico cimitero sotterraneo (visitabile). Nel 2004, durante lavori di restauro, sono stati rinvenuti muri perimetrali e un affresco del XV secolo, appartenenti all'antica chiesa di Santa Maria della Giudeca.
La chiesa è sede della Confraternita del Monte dei Morti, una confraternita istituita nel 1627.

### Cripta
Posta nel livello inferiore della cattedrale, di fronte alla cappella della Beata Vergine del Carmelo. I lavori di costruzione iniziarono il 1º giugno 1564 e terminarono nel 1642. La sua destinazione era come nuova cattedrale al posto della ex chiesa di Santa Maria della Giudeca. Per la sua costruzione fu deviato il corso del fiume Tenza e furono adoperati materiale in pietra proveniente da edifici abbandonati (Oppidi, Saginara, Sant'Angelo Palmentara). Presenta un ambiente a croce latina in cui risaltano l'altare in pietra locale e la balaustra ambedue del 1600 e il monumento funebre di Benedetto Tercasio, notabile campagnese.